# Pietro Calvi
Pietro Calvi (Milánó, 1833 – Milánó, 1884) olasz szobrász.

## Élete
1850-től fogva szülővárosának akadémiáján a művészetnek szentelte magát, 1853-ban összeesküvés gyanúja miatt az osztrák kormány elfogatta, 1859-ben pedig a Garibaldi által szervezett vadászhadtestben az osztrákok ellen harcolt Lombardiában. Az olasz királyság megalakulása után kezdte csak meg 1862-ben művészi tevékenységét Ophelia gyönyörű szobrával, mely Viktor Emánuel király birtokába került. 1864-ben további kiképzés végett Párizsba ment, és itt, valamint később Torinóban az arcképmintázásra is adta magát. 1866-ban véglegesen Milánóban telepedett le. Többnyire a közönséges életből és a monda köréből vett tárgyakat vonzó kompozícióval állította elő. Ilyenek: a gyermek a tejes csészével; de részben hatást vadásznak, ilyenek: az Othello és Selika, márványból és bronzból összerakott két mellszobor. Több szobrot alkotott a Galleria Vittorio Emmanuele és egy másik szobrásszal, Constantino Cortival közösen a milánói dóm számára.